# Earl of Dunfermline

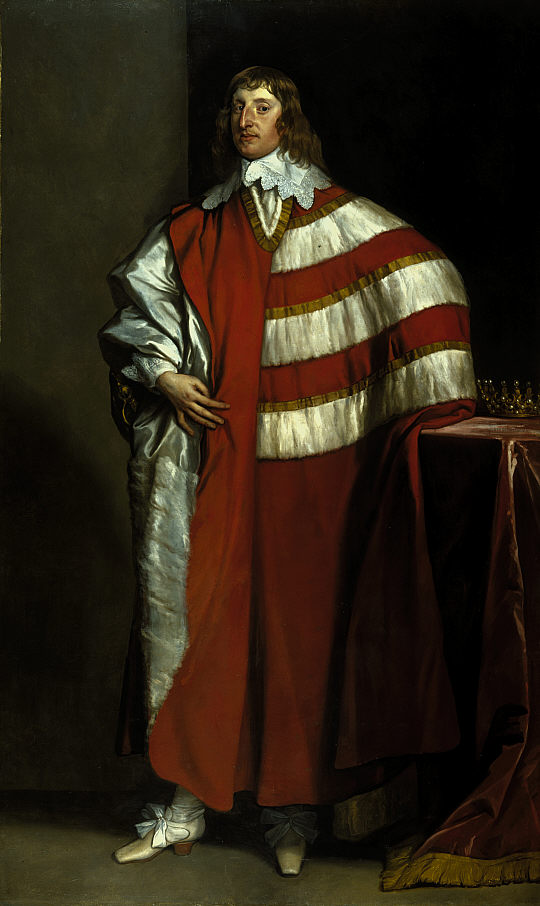
Charles Seton, 2. Earl of Dunfermline, um 1640

Earl of Dunfermline war ein erblicher britischer Adelstitel in der Peerage of Scotland. Der Titel war nach der Stadt Dunfermline in Fife benannt.

## Verleihung und Geschichte des Titels
Der Titel wurde am 4. März 1605 für den Lordkanzler Alexander Seton, 1. Lord Fyvie geschaffen. Dieser war ein jüngerer Sohn des George Seton, 5. Lord Seton.
Bereits am 4. März 1598 war er zum Lord Fyvie erhoben worden, mit dem besonderen Zusatz, dass diese Lordship of Parliament in Ermangelung eigener männlicher Nachkommen auch an seinen nächstälteren Bruder Sir John Seton of Barns und dessen männliche Nachkommen vererbbar sei.
Sein Enkel, der 4. Earl, diente während der Glorious Revolution zunächst unter Wilhelm von Oranien, wechselte aber die Seiten und kämpfte 1689 als Reiterführer in der Schlacht von Killiecrankie auf Seiten der Jakobiten. Das schottische Parlament erklärte ihn daraufhin 1690 zum Outlaw und zog seine Titel und Ländereien ein. Er starb 1622 kinderlos im französischen Exil.

## Liste der Earls of Dunfermline (1605)
- Alexander Seton, 1. Earl of Dunfermline (1556–1622)
- Charles Seton, 2. Earl of Dunfermline (1615–1672)
- Alexander Seton, 3. Earl of Dunfermline († 1677)
- James Seton, 4. Earl of Dunfermline († 1694) (Titel verwirkt 1690)